# Volksbank Bösel
Die Volksbank Bösel eG war eine deutsche Genossenschaftsbank mit Sitz in Bösel im Landkreis Cloppenburg (Niedersachsen). Im Jahre 2021 fusionierte die Bank mit der Spar- und Darlehnskasse eG, Friesoythe. Aus diesem Zusammenschluss resultierte die Volksbank eG, Friesoythe.

## Rechtsgrundlagen
Rechtsgrundlagen der Bank waren ihre Satzung  und das Genossenschaftsgesetz. Die Organe der Genossenschaftsbank waren der Vorstand, der Aufsichtsrat und die Vertreterversammlung. Die Bank war der BVR Institutssicherung GmbH und der Sicherungseinrichtung des Bundesverbandes der Deutschen Volksbanken und Raiffeisenbanken e. V. angeschlossen.

## Niederlassungen
Die Volksbank Bösel eG unterhielt Bankstellen in Bösel und in Petersdorf.